# Popal

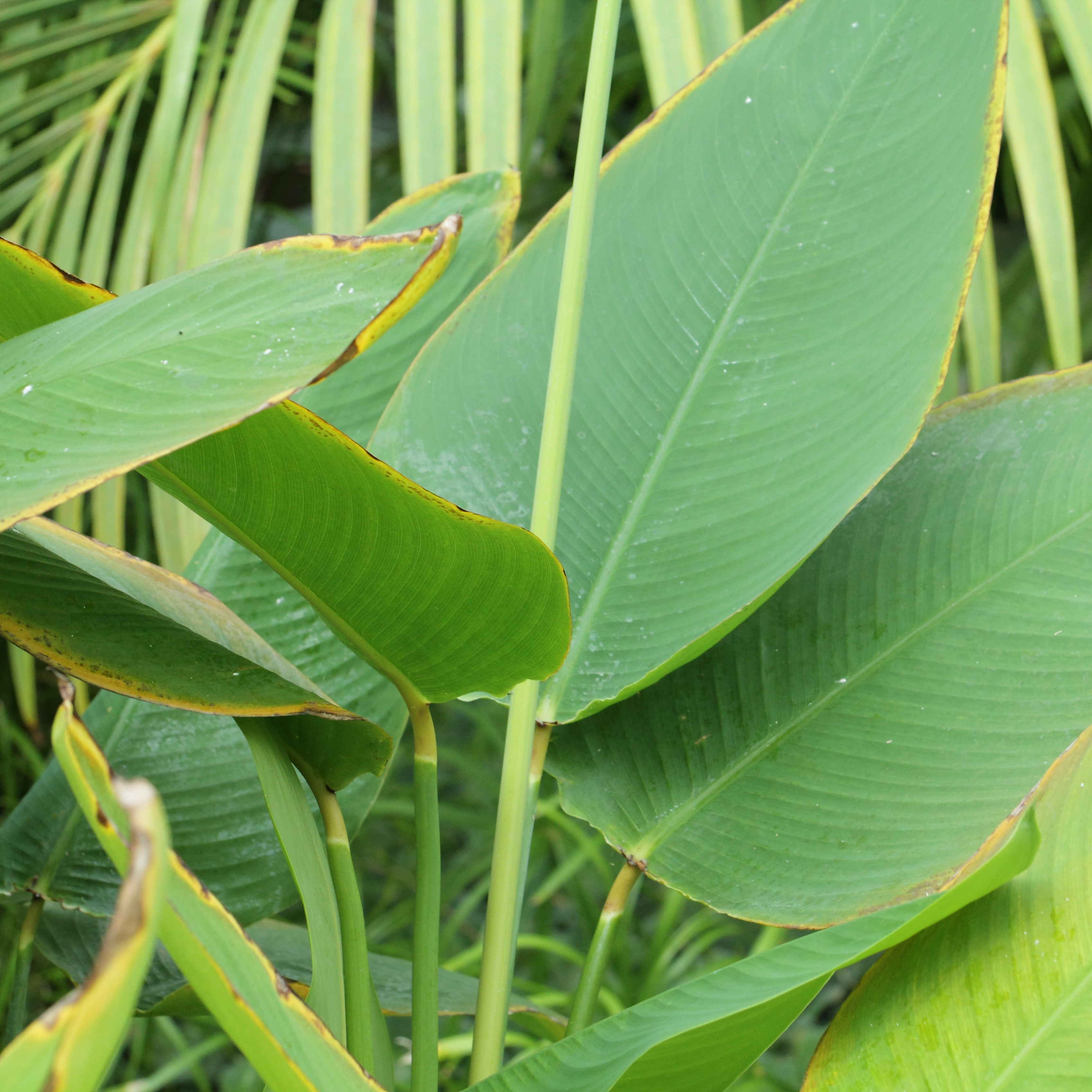
Thalia geniculata, especie que domina el popal tabasqueño

El popal es el paisaje vegetal dominado por la especie Thalia geniculata ("platanillo") principalmente, y que conforma junto con otras un hábitat de humedal de agua dulce y poco profundo, localizado en las llanuras de los estados mexicanos de Tabasco y sur de Veracruz.

## Características
Estas planicies se encuentran inundadas la mayoría del año, porque el agua está permanentemente estancada. Es decir, no es un medio ni totalmente acuático ni totalmente terrestre. Posee un clima tropical subecuatorial con temperatura media de 25 °C todo el año, y precipitaciones abundantes (1 500 mm).

En los ecosistemas pantanosos se suele dar que una especie vegetal acaba dominando toda la tierra, moldeando el paisaje. El paisaje del popal se caracteriza por plantas de 1-3 metros y de hoja ancha llamadas popales o platanillos. Se refiere generalmente a Thalia geniculata, o bien a Calathea lutea, una planta de hoja similar. Son usados por las comunidades locales para varios usos, como envolver tamales. En Veracruz es conocido como «hoja de queso» porque con ella se envuelve un queso crema típico de la región. Otras denominaciones denominaciones para el popal son:
- hoja de queso
- banderilla
- bojillo de popal
- caracolillo
- chantó
- hoja de campo
- hojal
- hojilla
- kentó
- platanillo
- pojillo de popal
- popai
- popal
- quenlo
- quentó
- hoja de laguna (en Chiapas)[5]

Otros paisajes de humedal típicos en Tabasco son los tulares o espadañales (Typha domingensis), los sibales (Cladium jamaicense) o los carrizales (Phragmites australis). Tulares y carrizales también son llamados mucales, sin embargo el popal es la vegetación más extendida en los pantanos de todo Tabasco.

## Especies
Se estiman alrededor de 500 especies de plantas y 500 de animales, siendo un punto caliente de biodiversidad. Algunas son:

### Fauna
- Camarón de popal (Caridea), conocido como xex en lengua yoko t’aan

### Flora
- Cola de pato (Sagittaria lancifolia)
- Platanillo (Pontederia sagitatta)
- Hoja popai o caracolillo (Thalia geniculata)
- Especies de Calathea y Heliconia[7]